# OU812
OU812 é o oitavo álbum de estúdio da banda norte-americana de Hard rock Van Halen, lançado em 24 de Maio de 1988.

## Faixas
Todas as faixas por Edward Van Halen, Alex Van Halen, Sammy Hagar e Michael Anthony, exceto onde indicado.
| N.º            | Título                               | Duração |  |
| 1.             | "Mine All Mine"                      | 5:11    |  |
| 2.             | "When It's Love"                     | 5:36    |  |
| 3.             | "A.F.U. (Naturally Wired)"           | 4:28    |  |
| 4.             | "Cabo Wabo"                          | 5:48    |  |
| 5.             | "Source of Infection"                | 3:58    |  |
| 6.             | "Feels So Good"                      | 4:27    |  |
| 7.             | "Finish What Ya Started"             | 4:20    |  |
| 8.             | "Black and Blue"                     | 5:24    |  |
| 9.             | "Sucker in a 3 Piece"                | 5:52    |  |
| 10.            | "A Apolitical Blues" (Lowell George) | 3:50    |  |
| Duração total: | Duração total:                       | 50:09   |  |

## Créditos
- Sammy Hagar - Vocal, guitarra rítmica
- Eddie Van Halen - Guitarra, teclados, vocal de apoio
- Michael Anthony - Baixo, vocal de apoio
- Alex Van Halen - Bateria, percussão

## Desempenho nas paradas

### Álbum
| Parada musical (1988)                 | Melhor posição |
| ------------------------------------- | -------------- |
| Estados Unidos (Billboard 200)        | 1              |
| Suíça (Schweizer Hitparade)           | 9              |
| Alemanha (Offizielle Deutsche Charts) | 12             |
| Áustria (Ö3 Austria Top 40)           | 21             |
| Países Baixos (Dutch Charts)          | 22             |
| Suécia (Sverigetopplistan)            | 9              |
| Noruega (VG-lista)                    | 5              |
| Austrália (ARIA)                      | 9              |
| Nova Zelândia (RMNZ)                  | 35             |

### Singles
Billboard (América do Norte)
| Ano  | Single                   | Parada musical         | Posição |
| ---- | ------------------------ | ---------------------- | ------- |
| 1988 | "Black and Blue"         | Mainstream Rock Tracks | 1       |
| 1988 | "Black and Blue"         | The Billboard Hot 100  | 34      |
| 1988 | "Cabo Wabo"              | Mainstream Rock Tracks | 31      |
| 1988 | "Feels So Good"          | Mainstream Rock Tracks | 6       |
| 1988 | "Finish What Ya Started" | Mainstream Rock Tracks | 2       |
| 1988 | "Finish What Ya Started" | The Billboard Hot 100  | 13      |
| 1988 | "When It's Love"         | Mainstream Rock Tracks | 1       |
| 1988 | "When It's Love"         | The Billboard Hot 100  | 5       |
| 1988 | "Mine All Mine"          | Mainstream Rock Tracks | 50      |
| 1989 | "Feels So Good"          | The Billboard Hot 100  | 35      |

## Certificações
| País           | Certificador | Certificação | Vendas     |
| -------------- | ------------ | ------------ | ---------- |
| Estados Unidos | RIAA         | 4× Platina   | 4 000 000+ |
| Grã-Bretanha   | BPI          | Prata        | 60 000+    |